# Мігель Саба
Мігель Саба (ісп. Miguel Sabah Rodríguez; нар. 14 листопада 1979, Канкун, Мексика) — колишній мексиканський футболіст ліванського походження, нападник. У складі збірної Мексики — володар Золотого кубка КОНКАКАФ 2009 року та найкращий бомбардир турніру.
Мігель народився в Канкуні в сім'ї ліванця і мексиканки.

## Клубна кар'єра

### «Гвадалахара»
Свою кар'єру Саба почав в «Гвадалахарі». 12 серпня 2000 року в матчі проти своєї майбутньої команди «Крус Асуль», він дебютував в мексиканській Прімері, вийшовши на заміну на початку другого тайму. Незважаючи на те, що Мігель показав упевнену гру наступного разу він з'явився на полі лише в сезоні 2002 року. Саба з'явився на полі у 16 матчах і забив 3 голи. В наступних двох сезонах, Мігель 14 раз вийшов на поле, але не забив жодного гола. Тільки в Аперутурі 2003 Саба почав справно забивати забивши у 18 матчах 8 голів. Незважаючи на 5 років проведені у складі «Гвадалахари», Мігель так і став основним нападником команди, переважно виходячи на заміну. 86 поєдинках, він забив 18 м'ячів.

### «Крус Асуль»
Після закінчення сезону Аперутри 2005 Саба, вирішив перейти в «Крус Асуль». У своєму першому сезоні за новий клуб, Мігель забив 3 голи і двічі асистував партнерам по команді. В Апертурі 2006 нападник відвоював місце в основному складі, забивши у 18 матчах 10 м'ячів. 28 жовтня 2007 року в поєдинку проти УНАМ Пумас, Саба зробив дубль і допоміг своїй команді здобути перемогу 1:2. 11 листопада того ж року він забив обидва голи в матчі проти «Атласа», 2:0. У сезонах Клаусури і Апертури 2008 Мігель зі своєю командою двічі доходили до фіналу, але обидва рази задовольнялися лише срібними медалями, програючи «Сантос Лагуні» і «Толуці», відповідно.

### «Монаркас Морелія»
28 грудня 2008 року, Саба перейшов в клуб «Монаркас Морелія». 31 грудня відбулася презентація новачка. Через місяць 31 січня 2009 року в матчі проти «Америки», Мігель забив свій перший гол за новий клуб. Нападник одразу ж став основною ударною силою «персиків», забивши в першому сезоні в 17 матчах 11 голів. У наступному сезоні Мігель зіграв менше матчів за «Морелію» через активне залучення до матчів за національну команду, але він все ж забив 8 голів, в тому числі два м'ячі у плей-оф чемпіонату. Сезон 2011/12 Саба закінчив у ранзі найкращого бомбардира клубу, забивши 18 м'ячів у 36 матчах.
20 жовтня 2012 року в матчі проти «Керетаро», при рахунку 1-1, Мігель забив гол в доданий час і приніс перемогу «Морелії». Під час святкування забитого м'яча Саба зняв футболку, суддя показав йому другу жовту картку і вилучив. 29 листопада 2015 року тренер команди Хуан Антоніо Піцці оголосив, що з Саба, а також його партнером по команді аргентинцем Гонсало Ріосом контракти продовжені не будуть і вони покинули клуб на правах вільного агента.
Після звільнення з «Леон» Саба не знайшов собі нову команду в Лізі MX і зрештою оголосив про свій відхід з футболу 5 січня 2016 року на прес-конференції у Гвадалахарі. Після цього Саба грав за аматорський американський клуб «Коринтіанс» (Сан-Антоніо) в National Premier Soccer League.

### Повернення в «Гвадалахару» і «Леон»
У січні 2013 року Саба повернувся в «Гвадалахару». Він не зміг вийти на колишній рівень результативності, забивши всього 3 роки в 25 матчах. На початку 2014 року Мігель перейшов в Леон. 12 січня в матчі проти «Атласа» він дебютував за «левів». 23 лютого в поєдинку проти «Сантос Лагуни» Саба забив свій перший гол за новий клуб.

## Міжнародна кар'єра
10 червня 2009 року в матчі відбіркового турніру до чемпіонату світу 2010 року проти збірної Тринідаду і Тобаго Саба дебютував за збірну Мексики, замінивши в першому таймі травмованого Нері Кастільйо.
У тому ж році Саба потрапив в заявку збірної для участі в розіграші Золотого кубка КОНКАКАФ. 9 липня у поєдинку групового етапу проти збірної Панами, він забив свій перший гол за національну команду, також цей м'яч став 500-м в історії турніру. Мігель взяв участь у всіх матчах турніру, також вразивши ворота збірної Гваделупи та двічі відзначився у півфінальному проти збірної Гаїті. Мексиканці виграли трофей, у фіналі розгромивши принципових суперників і господарів турніру, збірну США, а Саба з 4 м'ячами став найкращим бомбардиром турніру.
12 серпня 2009 року у відбірковому матчі на чемпіонаті світу 2010 року проти збірної США, Мігель забив гол і допоміг своїй команді перемогти 2-1. У 2009 році Саба дуже часто залучався до ігор за національну команду, зігравши в загальному підсумку 14 матчів. Мігель вніс свою лепту у вихід збірної Мексики на Чемпіонат світу 2010 року в ПАР, але сам він не був включений у фінальну заявку через отриману травму.

### Голи за збірну Мексики
| #   | Дата           | Місце                                              | Суперник  | Рахунок | Результат | Змагання                            |
| --- | -------------- | -------------------------------------------------- | --------- | ------- | --------- | ----------------------------------- |
| 01. | 9 липня 2009   | Релаянт Стедіум, Х'юстон, США                      | Панама    | 1:0     | 1:1       | Золотий кубок КОНКАКАФ 2009         |
| 02. | 12 липня 2009  | Фенікс Стедіум, Глендейл, США                      | Гваделупа | 2:0     | 2:0       | Золотий кубок КОНКАКАФ 2009         |
| 03. | 19 липня 2009  | Ковбойс Стедіум, Арлінгтон, США                    | Гаїті     | 1:0     | 4:0       | Золотий кубок КОНКАКАФ 2009         |
| 04. | 19 липня 2009  | Ковбойс Стедіум, Арлінгтон, США                    | Гаїті     | 3:0     | 4:0       | Золотий кубок КОНКАКАФ 2009         |
| 05. | 12 серпня 2009 | Монументаль Ісідро Ромеро Карбо, Гуаякіль, Еквадор | США       | 2:1     | 2:1       | Чемпіонат світу 2010 (кваліфікація) |

## Досягнення
Командні
 «Монаркас Морелія»
- Переможець Північноамериканської суперліги: 2010

 «Леон»
- Чемпіон Мексики: Клаусура 2014

Міжнародні
 Збірна Мексики
- Володар Золотого кубка КОНКАКАФ: 2009

Індивідуальні
- Найкращий бомбардир Золотого кубка КОНКАКАФ: 2009 (4 голи)